# Muralla de la Noguera
La Muralla de la Noguera és una obra de Viladrau (Osona) inclosa a l'Inventari del Patrimoni Arquitectònic de Catalunya.

## Descripció
Conjunt d'edificis civils que tanquen per els sectors E,S i O un ampli espai quadrat (25x25) formant una gran muralla que inclou la casa dels amos i la dels masovers. En l'escaire SE, el conjunt constructiu presenta una torre de planta circular amb obertures a tot vol a sota teulada, un cos cobert a dues vessants que enllaça amb dos arcs rebaixats sostinguts per pilars amb cartells pel sector O amb el portal d'entrada a la lliça a la casa dels masovers i pel sector N que enllaça amb els coberts que tanquen la lliça per llevant. En l'escaire SO presenta tres construccions (una torre de planta quadrada i dues cases de planta rectangular) amb obertures de diverses formes (rectangulars, arc rebaixat, arc de punt rodó…). La torre coberta a quatre vessants presenta a la part superior, una miranda a tot vol, i també una garita annexada a l'angle que formen la torre i el mur de les dues cases, que segueix la direcció N. No hem trobat cap data constructiva.

## Història
Edifici relacionat amb l'antic mas que probablement formava part dels 82 masos que varen existir simultàniament fins als volts del 1340. El trobem registrat en els fogatges de la "Parròquia i terme de Viladrau fogajat a 6 de octubre 1553 per Joan Masmiguell balle com apar en cartes 230", juntament amb altres 32 que continuaven habitats després del període de pestes on apareix un tal JOAN NOGUERA com a cap de familia habitant el mas.